# Spilosmylus kruegeri
Spilosmylus kruegeri is een insect uit de familie watergaasvliegen (Osmylidae), die tot de orde netvleugeligen (Neuroptera) behoort. 
Spilosmylus kruegeri is voor het eerst wetenschappelijk beschreven door Esben-Petersen in 1914. De soort komt voor in Japan en Taiwan.